# Heinrich Wittich (Maler)
Heinrich Ludwig Wittich (* 19. Dezember 1816 in Berlin; † 9. April 1887 ebenda) war ein deutscher Maler.

## Leben
Als zweiter Sohn des Verlegers, Malers und Radierers Ludwig Wilhelm Wittich (1773–1832) betrieb er zunächst Studien an der Berliner Kunstakademie und ging danach zur weiteren Ausbildung an die Düsseldorfer Kunstakademie, wo er Schüler von Julius Hübner war. Bekannt wurde er zuerst mit dem Halbfigurenbild Edelknabe mit Jagdgewehr, das er 1834 achtzehnjährig auf der Berliner Kunstausstellung vorstellte. In dieser romantischen Richtung schuf er noch weitere Bilder. In diesen Werken spiegelt sich noch die Düsseldorfer Schule wider.
1837 bis 1841 hielt er sich in Italien auf und reiste dort bis Sizilien. Dabei zeichnete er in Pompeji mehrere antike Wandbilder nach. Seine späteren Werke erinnern an seine Erlebnisse in jenen Ländern, indem im Einzelnen liebliche Kostümstücke und Volksszenen in ansprechender landschaftlicher Umgebung festgehalten werden.
Weiterhin beschäftigte er sich mit archäologischen Studien, die er in der Archäologischen Zeitung veröffentlichte, woraufhin er 1866 zum korrespondierenden Mitglied des Deutschen Archäologischen Instituts ernannt wurde.
Er war verheiratet mit Marie Gabler, Enkelin des evangelischen Theologen Johann Philipp Gabler. Seine letzte Ruhestätte fand er nach Umbettung auf dem Südwestkirchhof Stahnsdorf.

## Werke (Auswahl)
- Ein zur Jagd ausziehender Edelknabe oder Edelknabe ein Jagdgewehr auf der Schulter tragen (1834)
- Ein Falkenfräulen oder Edelfräulein mit einem Falken (1836)
- Edeldame, Lautenspielerin am Fenster, In Träumen versunken
- Ein venetiamisches Mädchen mit einer Obstschale (1838)[2]

Schriften
- Metrologisches über das den älteren Tempelbauten Grossgriechenlands und Siciliens zu Grunde liegende Längenmass. In: Archäologische Zeitung. 19 (Berlin 1861), Nr. 151–153.
- Verzeichnis der Bildhauerwerke von Gottfried Schadow in chronologischer Ordnung. Unverändert abgedruckt in: Julius Friedländer: Aufsätze und Briefe, nebst einem Verzeichnis seiner Werke. Düsseldorf 1864.